# Pierre Joseph Bonnaterre taxonjai
Ezen a listán azok a taxon nevek szerepelnek, amelyeket Pierre Joseph Bonnaterre (1752 – 1804) alkotott. Azok a taxon nevek, amelyek nincsenek belinkelve, manapság csak szinonimaként használtak (az alábbi lista nem teljes):

## Emlősök

### Párosujjú patások
- Megaptera nodosa (Bonnaterre, 1789) - hosszúszárnyú bálna
- Phiseter Bonnaterre, 1789 - Physeter
- Hyperoodon butskopf (Bonnaterre, 1789) - északi kacsacsőrű cet
- Delphinus gladiator Bonnaterre, 1789 - kardszárnyú delfin
- Orca gladiator (Bonnaterre, 1789) - kardszárnyú delfin

## Madarak

### Gólyaalakúak
- Anastomus Bonnaterre, 1791 - gólyaféle nem

### Tyúkalakúak
- Rollulus Bonnaterre, 1791 - a rulrul neme
- Gallus gallus spadiceus (Bonnaterre, 1792)
- Coturnix (Bonnaterre, 1791) - gogolyforma nem
- barnanyakú szirtifogoly (Alectoris barbara) (Bonnaterre, 1791)

### Darualakúak
- Heliornis Bonnaterre, 1791 - a törpebúvárcsibe neme

### Lilealakúak
- Pinguinus (Bonnaterre, 1791) - az óriásalka neme

### Galambalakúak
- antillai galamb (Patagioenas squamosa) Bonnaterre, 1792
- Columba squamosa Bonnaterre, 1792 - antillai galamb

## Hüllők
- C[rotalus]. Aquaticus - Bonnaterre, 1790 - vízi mokaszinkígyó
- Chamaeleo capensis Bonnaterre, 1789 - Namaqua-kaméleon
- hispaniolai orrszarvú leguán (Cyclura cornuta) Bonnaterre, 1789
- Crocodilus gavial Bonnaterre, 1789 - gangeszi gaviál

## Kétéltűek
- Bufo pipa Bonnaterre, 1789 - pipabéka
- Bufo ventricosus Bonnaterre, 1789 - barna varangy
- Salamandra lati-caudata Bonnaterre, 1789 - közönséges tarajosgőte

## Halak

### Ingolák
- Lampetra Bonnaterre, 1788 - Ingolaféle nem

### Sasrájaalakúak
- Mobula mobular (Bonnaterre, 1788)

### Szürkecápa-alakúak
- Heptranchias perlo (Bonnaterre, 1788)
- Heptranchus perlo (Bonnaterre, 1788)
- Squalus perlo Bonnaterre, 1788 - Heptranchias perlo
- hatkopoltyús szürkecápa (Hexanchus griseus) (Bonnaterre, 1788)
- Monopterinus griseus (Bonnaterre, 1788)
- Notidanus griseus (Bonnaterre, 1788)
- Squalus griseus Bonnaterre, 1788 - hatkopoltyús szürkecápa

### Heringcápa-alakúak
- rókacápa (Alopias vulpinus) (Bonnaterre, 1788)
- Squalus vulpinus Bonnaterre, 1788 - rókacápa
- heringcápa (Lamna nasus) (Bonnaterre, 1788)
- Lanna nasus (Bonnaterre, 1788)
- Squalus nasus Bonnaterre, 1788 - heringcápa

### Rablócápa-alakúak
- szemfoltos bambuszcápa (Hemiscyllium ocellatum) (Bonnaterre, 1788)
- Squalus ocellatus Bonnaterre, 1788 - szemfoltos bambuszcápa
- pettyes dajkacápa (Orectolobus maculatus) (Bonnaterre, 1788)

### Tokalakúak
- Acipenser schypa Bonnaterre, 1788 - sima tok
- Acipenser seuruga Bonnaterre, 1788 - sőregtok
- Acipenser schypa (Bonnaterre, 1788) - viza

### Angolnaalakúak
- Enchelycore nigricans (Bonnaterre, 1788) - murénaféle

### Pontyalakúak
- Cyprinus chub Bonnaterre, 1788 - fejes domolykó

### Lazacalakúak
- Salmo strom Bonnaterre, 1788 - lazac
- Salmo albus Bonnaterre, 1788 - sebes pisztráng
- Salmo thymus (Bonnaterre, 1788) - pénzes pér

### Tőkehalalakúak
- Gadus torsk Bonnaterre, 1788 - Brosme brosme

### Pikóalakúak
- Le Dragon Bonnaterre, 1788 - Eurypegasus draconis
- Le pégasé volant Bonnaterre, 1788 - Eurypegasus draconis

### Skorpióhal-alakúak
- Trigloporus lastoviza (Bonnaterre, 1788) - morgóhalféle nem

### Sügéralakúak
- Labrus ballan Bonnaterre, 1788 - foltos ajakoshal
- Labrus comber Bonnaterre, 1788 - foltos ajakoshal
- sárgaúszójú tonhal (Thunnus albacares) (Bonnaterre, 1788)
- Germo albacares (Bonnaterre, 1788)
- Neothunnus albacares (Bonnaterre, 1788)
- Neothunnus albacores (Bonnaterre, 1788)
- Scomber albacares Bonnaterre, 1788
- Thunnus abacares (Bonnaterre, 1788)
- Thunnus albacarres (Bonnaterre, 1788)
- Thunnus albacores (Bonnaterre, 1788)
- Thunus albacares (Bonnaterre, 1788) - sárgaúszójú tonhal
- Thunnus alalunga (Bonnaterre, 1788)
- Albacora alalonga (Bonnaterre, 1788)
- Germo alalonga (Bonnaterre, 1788)
- Germo alalunga (Bonnaterre, 1788)
- Orcynus alalonga (Bonnaterre, 1788)
- Scomber alalunga Bonnaterre, 1788
- Thunnus alalonga (Bonnaterre, 1788)
- Thynnus alalonga (Bonnaterre, 1788)
- Thynnus alalunga (Bonnaterre, 1788) - Thunnus alalunga

### Gömbhalalakúak
- mauriciusi Picasso-hal (Rhinecanthus cinereus) (Bonnaterre, 1788)